# Tärna socken, Lappland
Tärna socken ligger i Lappland, ingår sedan 1971 i Storumans kommun och motsvarar från 2016 Tärna distrikt.
Socknens areal är 3 845,50 kvadratkilometer, varav 3 474,80 land. År 2000 fanns här 1 659 invånare. Tätorten Hemavan och tätorten och kyrkbyn Tärnaby med sockenkyrkan Tärna kyrka ligger i socknen.

## Administrativ historik
Tärna församling bildades 1780 som en kapellförsamling till Lycksele församling för att från 3 oktober 1822 vara kapellförsamling till Stensele församling. 1 maj 1903 (enligt beslut den 12 september 1902) blev kapellförsamlingen ett eget pastorat och egen jordebokssocken, utbruten från Stensele socken.
När 1862 års kommunreform genomfördes i Lappland 1874/1875 kom ansvaret för de borgerliga frågorna att tillhöra Stensele landskommun. Ur denna landskommunen utbröts 1903 Tärna landskommun. Landskommunen uppgick 1971 i Storumans kommun.
1 januari 2016 inrättades distriktet Tärna, med samma omfattning som församlingen hade 1999/2000.
Socknen har tillhört fögderier, tingslag och domsagor enligt vad som beskrivs i artikeln Lappland.

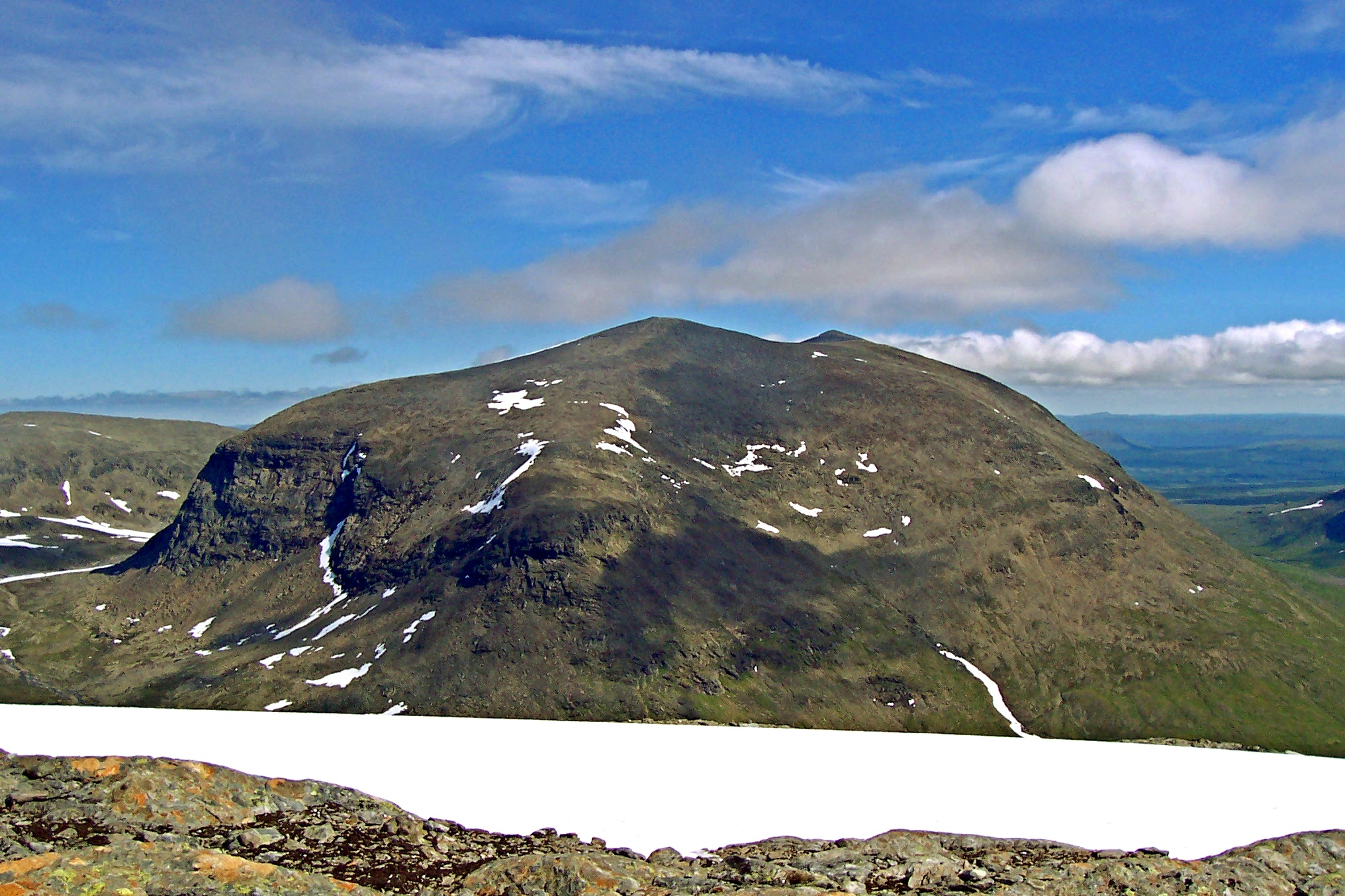
Norra Sytertoppen med länets högsta punkt

## Geografi
Tärna socken ligger kring Umeälvens översta lopp. Socknen består av höglänt skogsbygd och högfjäll med höjder som i Norra Sytertoppen når 1 764 meter över havet.

## Fornlämningar
Omkring 90 boplatser från stenåldern och cirka 160 fångstgropar har påträffats.

## Namnet
Namnet kommer från kyrkbyn som i sin tur övertagit namnet från Tärnasjön. Sjönamnet är troligen är försvenskning av de samiska namnet Deännájávrrie som har en oklar förled och en efterled jävrrrie som betyder sjö.

## Befolkningsutveckling
| Befolkningsutvecklingen i Tärna socken, Lappland 1860–1990                                                                                            | Befolkningsutvecklingen i Tärna socken, Lappland 1860–1990 | Befolkningsutvecklingen i Tärna socken, Lappland 1860–1990 | Befolkningsutvecklingen i Tärna socken, Lappland 1860–1990 | Befolkningsutvecklingen i Tärna socken, Lappland 1860–1990 |
| --- | ---------------------------------------------------------- | ---------------------------------------------------------- | ---------------------------------------------------------- | ---------------------------------------------------------- |
| |                                                            |                                                            |                                                            |                                                            |
| År |                                                            |                                                            | Folkmängd                                                  |                                                            |
| 1860 | 1860                                                       |                                                            | 496                                                        |                                                            |
| 1870 | 1870                                                       |                                                            | 668                                                        |                                                            |
| 1880 | 1880                                                       |                                                            | 921                                                        |                                                            |
| 1890 | 1890                                                       |                                                            | 1 029                                                      |                                                            |
| 1900 | 1900                                                       |                                                            | 1 190                                                      |                                                            |
| 1910 | 1910                                                       |                                                            | 1 482                                                      |                                                            |
| 1920 | 1920                                                       |                                                            | 1 723                                                      |                                                            |
| 1930 | 1930                                                       |                                                            | 1 932                                                      |                                                            |
| 1940 | 1940                                                       |                                                            | 2 155                                                      |                                                            |
| 1950 | 1950                                                       |                                                            | 2 047                                                      |                                                            |
| 1960 | 1960                                                       |                                                            | 2 102                                                      |                                                            |
| 1970 | 1970                                                       |                                                            | 1 966                                                      |                                                            |
| 1980 | 1980                                                       |                                                            | 1 864                                                      |                                                            |
| 1990 | 1990                                                       |                                                            | 1 755                                                      |                                                            |
| Anm: Perioden 1860-1900 avser kapellförsamlingen. Källor: Umeå universitet - Tabellverket 1749-1859, Demografiska databasen, CEDAR, Umeå universitet. |                                                            |                                                            |                                                            |                                                            |